# 伽藍七堂
伽藍七堂，又名七堂伽藍，是唐宋佛教寺院的規範建築。直至明、清兩朝仍然有這種禪宗寺院與殿堂配列的方法。而其對於廁所稱為「東司」。

## 建築結構
七堂伽藍分別為山門、佛殿、法堂、方丈、齋房、浴室、東司（廁所）。其中僧堂、東司、浴室為三默道場，禁止任何私語。而殿堂因為供奉的佛神不同而分為大雄寶殿、釋迦殿、七佛殿、三聖殿、無量佛殿、藥師殿、彌勒殿、毗廬殿、伽藍殿、文殊殿、普賢殿、觀音殿、地藏殿、羅漢堂等。因用途不同，所以又分為舍利、藏經閣、轉輪藏殿、戒台殿、洗心殿、禪堂、法堂(講堂)、齋堂等。伽藍七堂制禪院一般以殿為中心，殿堂樓舍有前殿、正殿、後殿、配殿（位於中軸線兩側的伽藍殿、祖師殿、觀音殿、地藏殿等殿堂）之分。前殿包括山門、天王殿、鐘樓與鼓樓一組建築，正殿由建在中軸線上的大雄寶殿、法堂、藏經閣藏經樓等建築組成。至於後殿就由三佛殿、伽藍殿、或毗廬殿等建築組成。簡而言之，佛寺重要建築置於寺內中央部分成一直線排列，而配殿及其他附屬設施則置於中軸線兩旁。
由於佛教宗派供奉的佛以及菩薩不相同，因此每個佛教寺院在前殿、正殿、後殿、配殿的種類配置上也是不一樣的。基本上，規模較大佛教寺院才會有經堂、講堂、佛塔、鐘樓和禪堂等建設。而現今「七堂」專指佛教寺院的主要建築，已經不再限於七個堂宇，即塔（安佛舍利）、金堂（佛殿，安置佛像。與塔共為伽藍的中心建築）、講堂、鐘樓、藏經樓（經堂，納經之堂）、僧房（寮房，即僧眾生活區）和食堂（齋堂）的意思。

## 東司
「東司」本意指的是廁所的守護神，「東司」也稱為「西浄」或是「東浄」。「西浄」或「東浄」二名稱比較適合在寺院裡用，不過其後寺院廁所似乎以「東司」相稱為多。現存古「東司」建物留下來的比較少。潮汕话里厕所、粪坑即称为东司。

## 佛宗殿堂比較
佛殿是每個佛宗都必定有的建築，因為這體現了禪宗把日常修持的重心轉移到念佛之上。儘管具佛性的禪宗成佛是一種頓悟，其對於信眾仍然有很強的吸引力。所以在自宋代起佛殿融合到新的寺院體系當中，成為了一個主要的部分。以下為各個佛宗的七堂伽藍之比較：
| 佛宗名稱 | 殿堂名稱                                                                                          |
| 禪       | 1) 佛殿、法堂、僧堂、廚庫、山門、西淨、浴室 2) 佛殿、法堂、禪堂、食堂、寢室、山門、廁屋           |
| 真言     | 1) 佛殿、講堂、五重塔、大門、中門、鐘鼓樓、經藏 2) 佛殿、講堂、灌頂堂、大師堂、經堂、大塔、五重塔 |
| 天台     | 佛殿、講堂、戒壇堂、文殊堂、法華堂、常行堂、雙輪堂                                                |
| 法相     | 佛殿、講堂、山門、塔、左堂、右堂、浴室                                                            |
| 華嚴     | 佛殿、食堂、講堂、左堂、右堂、後堂、五重塔                                                        |

## 外部連結
- 七堂伽藍（页面存档备份，存于）
- 七堂伽藍建築特色之例子（页面存档备份，存于）
- 禅寺のトイレ：なぜ東司、西浄か （页面存档备份，存于） （日語）
- 東福寺　東司 - 若村亮さんの旅メモ - Yahoo!トラベル （日語）
- 東司 （页面存档备份，存于） （日語）